# Formors
Albums de Aes Dana
La Chasse Sauvage
(2001)
Formors et le deuxième album du groupe de folk metal français Aes Dana sorti en 2005. L'album fut enregistré en 2004 mais à cause de problèmes de retards et de changement de label, il ne sortit qu'en 2005.

## Liste des pistes
1. Les traces de la branche rouge - 4:45
2. Formors "Mer de glace et d'ombre" - 6:36
3. Formors "Exil" - 6:55
4. Gwaenardell - 6:28
5. Le combat des arbres - 4:48
6. Les griffes des oiseaux - 4:16
7. Ventres noirs - 5:25
8. Manannan Mae Lir - 7:07

## Participation
- Vidar - Chant
- Amorgen - Tin whistle et bombarde
- Taliesin - Guitare
- Tilion - Guitare
- Milambre - Basse
- Juanjolocaust - Batterie